# Evangelische Kirche (Kruspis)

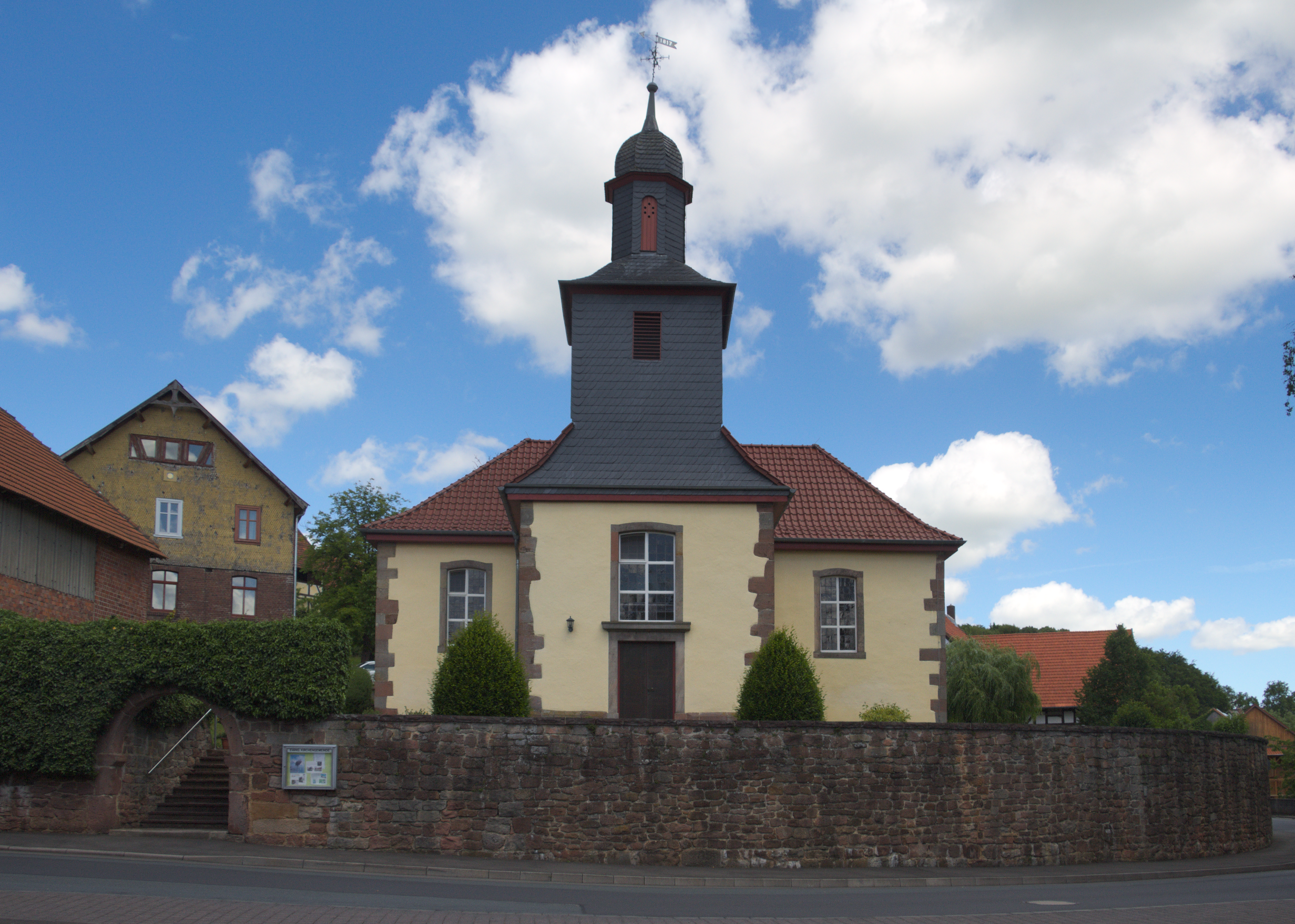
Evangelische Kirche (Kruspis)

Die evangelische Kirche Kruspis ist ein denkmalgeschütztes Kirchengebäude, in Kruspis, einem Ortsteil der Marktgemeinde Haunetal im Landkreis Hersfeld-Rotenburg (Hessen). Die Kirchengemeinde gehört zum Kirchspiel Neukirchen im
Kirchenkreis Hersfeld-Rotenburg im Sprengel Hanau-Hersfeld der Evangelischen Kirche von Kurhessen-Waldeck.

## Geschichte
An der Stelle der heutigen Kirche befand sich bis ins 16. Jahrhundert ein Klausnerinnen-Kloster. Die Klosterkirche, zugleich Pfarrkirche, ist 1483 als Marienkirche bezeugt.

## Beschreibung
Die Kreuzkirche wurde auf den Grundmauern einer älteren Kirche nach einem Entwurf von Christian Sigmund Reutel 1817 erbaut. Der Zentralbau hat als Grundriss ein griechisches Kreuz. Er ist durch den schiefergedeckten Dachreiter, der mit einer Laterne gekrönt ist, nach Süden ausgerichtet. Die Orgel ist ein Werk aus dem ersten Drittel des 18. Jahrhunderts. Sie wird Johann Eberhard Dauphin zugeschrieben und wurde möglicherweise nach Kruspis umgesetzt. Die übrige Ausstattung stammt aus der Bauzeit.